# Rita Piçarra
Rita Piçarra (Lisboa, 14 de Maio de 1979) é uma ex-empresária portuguesa. Ficou conhecida pela sua carreira em grandes empresas internacionais, principalmente a Microsoft, e pela sua decisão em deixar de trabalhar aos 44 anos após ter alcançado a independência financeira, que segundo a Ordem dos Contabilistas Certificados, provocou "uma grande repercussão e debate em todo o país".

## Biografia
Nasceu na cidade de Lisboa, em 14 de Maio de 1979, numa família de origens humildes. Frequentou o Instituto Superior de Contabilidade e Administração de Lisboa, onde se diplomou em auditoria.
Logo após a sua formação académica, integrou-se numa das maiores empresas do mundo na área da auditoria, a Deloitte. Entrou para a Microsoft em 2005, onde ocupou vários cargos de alta gestão, tanto em Portugal, onde foi directora financeira, como noutros países, como Espanha, França e Estados Unidos da América. No total, trabalhou durante cerca de duas décadas, sempre em posições de liderança em grandes empresas internacionais. Ao longo do seu percurso de trabalho recebeu várias distinções, destacando-se a melhor gestora financeira da Microsoft na região da América Latina, em 2016. Assumiu o posto de directora financeira da divisão portuguesa da Microsoft em 2018, tendo a empresa descrito as suas funções como «liderar o departamento financeiro da tecnológica, tendo a seu cargo decisões de investimento em negócios. Como marca profissional tem o culto da relação de proximidade com clientes finais, com o propósito de levar aos homólogos das organizações o know-how da tecnológica, alavancando assim o negócio da Microsoft Portugal na nuvem. Está ainda encarregue de conduzir a estratégia financeira da empresa, em estreita colaboração com as equipas de Negócio (vendas) e Compliance». Em 2000 tornou-se membro da Ordem dos Contabilistas Certificados.
Em 17 de Junho de 2023, aos 44 anos de idade, deixou de trabalhar, decisão que foi anunciada num podcast do jornal Expresso, em 28 de Agosto desse ano. Segundo uma entrevista feita à Ordem dos Contabilistas Certificados em Junho de 2024, esta decisão foi tomada após "muitos anos de planeamento", tendo-se iniciado em 2006, ano da morte de seu pai, quando percebeu que "o mais importante é termos tempo para tudo aquilo que nós gostamos, do que estarmos indefinidamente a trabalhar para que, um dia, possamos receber uma pensão da Segurança Social". Revelou que para poder atingir esta meta, cumpriu "um plano financeiro muito apertado, que incluiu, claro, muita poupança e muito investimento", além de "uma grande dose de ambição para ir crescendo na carreira para auferir um salário melhor, compatível com os objetivos traçados". Entrevistada pela revista Portugal Mundo Empresas, explicou que "poupei, sempre, o máximo que consegui. Vivi uma vida minimalista, abaixo das minhas possibilidades. Quanto mais poupei, mais consegui investir de forma diversificada. Nunca recorri a créditos ao consumo e criei um orçamento pessoal para entender para onde estão a ir os meus gastos fixos e variáveis, os essenciais e os supérfluos. Este orçamento permitiu-me entender quanto dinheiro gasto por mês e por ano e quanto necessitava para manter o meu nível de vida depois de deixar de receber um salário de uma empresa". Em Novembro de 2023, foi um dos oradores no evento Tomorrow Summit, organizado pela Federação Académica do Porto. A sua experiência em deixar o mercado laboral foi descrita no livro A vida não pode esperar – Uma estratégia para conseguir deixar de trabalhar, publicado pela editora Contraponto.
Destacou-se igualmente na prática do surf, onde foi campeã regional pela Associação de Surf da Costa de Caparica, e no kickboxing, onde ganhou o campeonato nacional em 1997, na categoria de seniores – 50KG.